# Chitarra battente
La chitarra battente est un instrument à cordes pincées d'Italie méridionale. C'est une variété de guitare rustique datant du XVIIIe siècle et cousine de la viola portugaise.

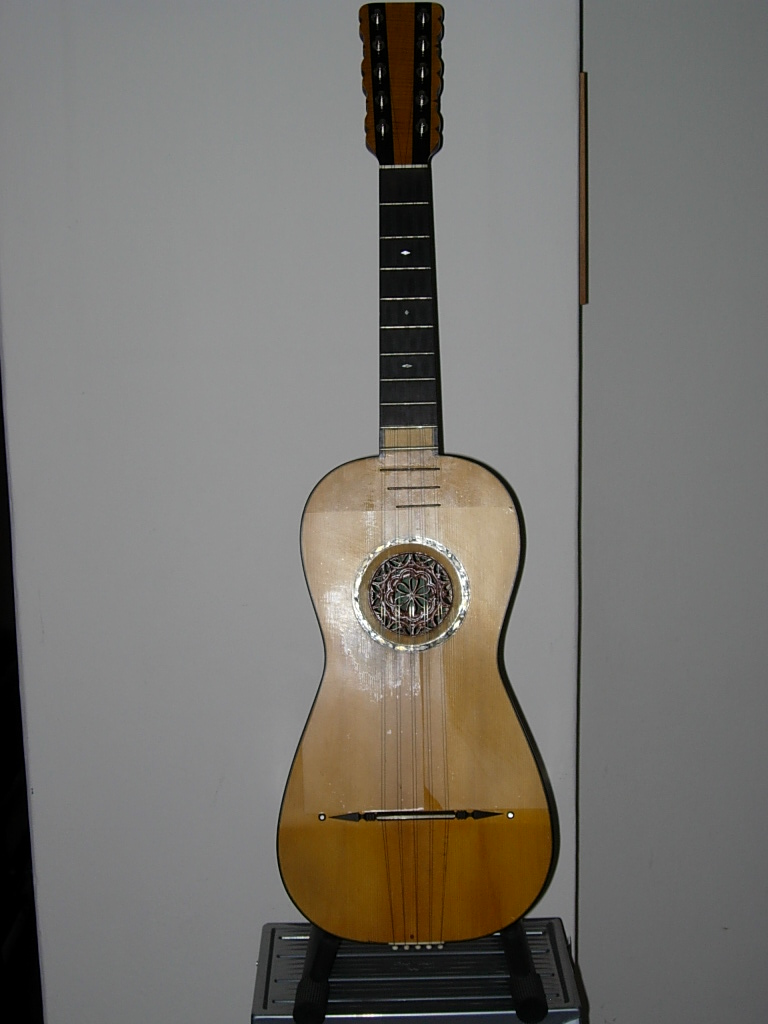
Chitarra battente

## Lutherie
Elle est plus longue que la guitare classique, avec une caisse de résonance plus profonde et bombée au dos et une rosace (parfois décorée de trois rosettes en parchemin) décalée vers le manche. La table est généralement « pliée » à hauteur du chevalet afin d'accentuer la pression des cordes sur celui-ci (à la façon des mandolines napolitaines).
Il n'y a pas de touche rapportée, les frettes métalliques sont incrustées directement dans le manche et les plus hautes sont insérées dans le bois de la table, comme sur les guitares baroques. Un fil de fer en spirale est placé à l'intérieur et vibre par sympathie donnant ainsi un son caractéristique. Elle est montée d'un jeu de quatre à six cordes métalliques de même diamètre, souvent doublées par chœurs, accordées : Mi - Si - Ré - La - Do ou Mi - Si - Sol - Ré - La. Elles sont attachées au bas de la caisse, et à un chevillier à l'ancienne avec des chevilles à friction. Certaines versions ont aussi une cordes fixées à mi-parcours du manche.
On lui connaît trois variantes :
- chitarra (100 cm de long)
- mezza chitarra (90 cm)
- chitarrino (70 cm)

## Jeu
Elle est jouée à la main qui égrène des accords (en frappant aussi la table d'harmonie) pour accompagner la serenata, la cristulara, la cozzupara et la tarentelle calabraise.